# Gudrun Tielsch
Gudrun Tielsch (* 1970 in Wien, Österreich) ist eine österreichische Filmschauspielerin und Buchautorin.

## Leben
Tielsch studierte am Franz Schubert Konservatorium in Wien Schauspielerei. Sie spielte am Schauspielhaus Zürich, am Theater in der Josefstadt Wien, am Schauspielhaus Wien, am Stadttheater St. Gallen, am Landestheater Salzburg, am Staatstheater Saarbrücken, Landestheater Innsbruck und am Landestheater Linz.
1988 stand Tielsch in der Fernsehserie Die Arbeitersaga erstmals für das Fernsehen vor der Kamera. 1990 hatte sie ihre erste Filmrolle in Fleischwolf. In der Miniserie Die Strauß-Dynastie spielte sie 1991 erstmals eine durchgehende Rolle. 1998 bis 2011 war Tielsch in der Fernsehserie Tatort zu sehen.

## Bücher
- 2021: Am Bauernhof von Sixtus Hinkel Berichte aus dem Hühnerstall
- 2023: Der klein Basilisk: Eine Wiener Sagengeschichte

## Filmografie
- 1988: Die Arbeitersaga (Arbeitersaga, Fernsehserie, Folge 1x03)
- 1990: Fleischwolf (auch Drehbuch)
- 1991: I love Vienna
- 1991: Die Strauß-Dynastie (The Strauss Dynasty, Miniserie, 2 Folgen)
- 1994: Muttertag
- 1994: Eine kleine Erfrischung (Fernsehfilm)
- 1995: Der Schatten des Schreibers
- 1995: Ein Anfang von etwas
- 1995: Freispiel
- 1995: Auf Teufel komm raus
- 1996: Max Wolkenstein (Wolkenstein, Fernsehserie, Folge 1x13)
- 1998–2011: Tatort
  - 1998: Allein in der Falle
  - 2009: Baum der Erlösung
  - 2011: Ausgelöscht
- 1999: Die Straßen von Berlin (Fernsehserie, Folge 3x06)
- 2000: Der Weihnachtswolf (Fernsehfilm)
- 2001: Frauen, die Prosecco trinken (Fernsehfilm)
- 2001: Für alle Fälle Stefanie (Fernsehserie, Folge 7x01)
- 2002: Dolce Vita & Co (Fernsehserie, Folge 2x05)
- 2004: Fräulein Phyllis
- 2004: Tierarzt Dr. Engel (Fernsehserie, 2 Folgen)
- 2006: Kronprinz Rudolfs letzte Liebe (Fernsehserie)
- 2009, 2013: SOKO Kitzbühel (Fernsehserie, 2 Folgen)
- 2013: Paul Kemp – Alles kein Problem (Fernsehserie, Folge 1x06)
- 2014: CopStories (Fernsehserie, Folge 2x10)
- 2018: Erbe Österreich (Fernsehserie, eine Folge)

## Hörspiele (Auswahl)
- 2000: Carl Gundolf: Der Stimmkäfig. Das Spiel vom Hören Gehörloser (Frau 2) – Regie: Nikolaus Scholz (Original-Hörspiel – ORF)

Quelle: OE1-Hörspieldatenbank